# Saligny, Yonne
Saligny är en kommun i departementet Yonne i regionen Bourgogne-Franche-Comté i norra Frankrike. Kommunen ligger i kantonen Sens-Nord-Est som tillhör arrondissementet Sens. År 2022 hade Saligny 658 invånare.

## Befolkningsutveckling
Antalet invånare i kommunen Saligny
| Referens: INSEE |